# Prats (Cuneo)
Prats (italià Prazzo, piemontès Prass) és un municipi italià, situat a la regió del Piemont. L'any 2007 tenia 186 habitants. Està situat a la Val Maira, dins de les Valls Occitanes. Limita amb els municipis d'Acelh, Blins, Chanuelhas, Elva, la Màrmol i Estròp.

## Història
L'any 1928 va annexar els municipis de Sant Michel i Ussòl (italià San Michele Prazzo i Ussolo).

## Administració
| Període | Identitat       | Partit        |
| ------- | --------------- | ------------- |
| 2004-   | Osvaldo Einaudi | Llista cívica |